# Unión Libre
Unión Libre. Cadernos de vida e culturas (Unió Lliure. Quaderns de vida i cultures) és una revista gallega de creació i pensament oberta a temes vitals i interculturals des d'una perspectiva innovadora i llibertària, amb especial atenció a la memòria històrica i amb un disseny artístic integral. Coordinada des de Lugo per Carmen Blanco i Claudio Rodríguez Fer, compta amb un comitè de redacció internacional compost per Xosé Luís Axeitos, Vsévolod Bagnó, Diana Conchado, Carme Junyent, Lily Litvak, María Lopo, Kathleen N. March i Olga Novo. Il·lustrada per diversos artistes (des d'Isaac Díaz Pardo a Sara Lamas), va comptar amb la col·laboració d'escriptors gallecs i forans, com Luz Pozo Garza, José Ángel Valente, Noam Chomsky, Juan Goytisolo, Antonio Gamoneda, Ana Hatherly, Sergio Lima o Joan Brossa. Presenta a més traducció al gallec dels clàssics eròtics llatins i d'autors contemporanis com Hölderlin, Rimbaud o Dylan Thomas. Es publica anualment, des de 1996, en Edicións do Castro, generalment centrant cada número en un tema monogràfic:
1. Mulleres escritoras / Alquimia Rimbaud / Ser poeta / Poesía visual / Ruedo ibérico (1996)
2. Labirintos celtas / Dylan Thomas / Química Gamoneda / Amar india / Proceso Vega (1997)
3. Literaturas integrais / Hölderlin Valente / Visión Brossa / Díaz Pardo / Mundo pingüín (1998)
4. Erotismos (1999)
5. Cantares (2000)
6. Negritudes (2001)
7. Indíxenas (2002)
8. Paz (2003)
9. Memoria antifascista de Galicia (2004)
10. Amores (2005)
11. Vermellas (2006)
12. Cinemas (2007)
13. A voz das vítimas do 36 (2008)
14. Lugares (2009)
15. Meus amores celtas, de Claudio Rodríguez Fer, (2010)
16. Lobo amor, de Carmen Blanco, (2011)
17. Retrospectiva Sara Lamas (2012)
18. Visións (2013)
19. Ensaios en espiral, de María Lopo (2014)
20. O vello cárcere de Lugo (1936-1946), de Cristina Fiaño (2015)
21. A cabeleira multilingüe (Poema en 65 idiomas), de Claudio Rodríguez Fer (2016)
22. No principio foi o pracer, de Olga Novo (2017)
23. Calidoscopio romanés, de Adina Ioana Vladu (2018)
24. Letras lilas, de Carmen Blanco (2019)

Edicións do Castro, Sada (La Corunya, Galícia). ISSN 1137-1250. Dipòsit legal C-1668-1996.

## Web
- Unión libre. Cadernos de vida e culturas (gallec)